# Tamworth, New Hampshire
Tamworth är en kommun (town) i Carroll County i delstaten New Hampshire, USA med cirka 2 510 invånare (2000).